# Azilia eximia
Azilia eximia là một loài nhện trong họ Tetragnathidae.
Loài này thuộc chi Azilia. Azilia eximia được Cândido Firmino de Mello-Leitão miêu tả năm 1940.